# بنای طاهر مطهر
بنای طاهر مطهر مربوط به دوره قاجار است و در شهرستان بابل، بخش لاله آباد، دهستان لاله‌آباد، روستای بوله‌کلا واقع شده و این اثر در تاریخ ۲۶ اسفند ۱۳۸۶ با شمارهٔ ثبت ۲۱۹۷۵ به‌عنوان یکی از آثار ملی ایران به ثبت رسیده است.